# Гундоїн
Гундоїн (фр. Gondoin, нім. Gundoin; бл. 600—656) — 1-й герцог Ельзасу в 639—656 роках.

## Життєпис
Походження дотепер викликає дискусії. Походив з франкського або алеманського роду. Більшість дослідників вважає його членом роду Вайсенбергів з Ельзасу, сином Оттона, мажордома Австразії. За іншою теорією був небожем Варнахара II, мажордома Бургундії, та сином сестри Хагнерика, графа Мо. Народився близько 600 року. Мав особисті володіння в Басін'ї (Бургундія).
Перша письмова згадка відноситься до 632 року, коли став одним з підписантів дарчої хартії Елігію, єпископу Нуайона. Є свідчення, що Гундоїн займався християнизацією алеманів, надав землі Люксейському абатству. 634 року фундував абатство Грандваль (сучасна Швейцарія).
639 року королем Дагобертом I призначено герцогом Ельзасу, який було утворенно з Прирейнської Алеманії, що приєднано до Австразії після смерті герцога Хродоберта. Гундоїн активно збільшував власні володіння в долині річки Аре та навколо озера Тун. Також мусив придушувати заколоти алеманів в Зундгау.
Помер близько 656 року. Наступним герцогом став, ймовірно, родич Гундоїна — Боніфацій.

## Родина
Дружина — Саратруда.
Діти:
- Левдін Бодо (625—678), єпископ Туля
- Фулькульф Бодо
- син, граф, його син був одружений з Вольфгундою, донькою мажордома Вульфоальда
- Салаберга, абатиса монастиря Св. Іоанна в Лані
- донька